# Alberto Anaya
Alberto Anaya Gutiérrez, né le 15 novembre 1946 à Aguascalientes, est un homme politique mexicain, sénateur et membre du Parti du travail dont il est le président depuis 1990.

## Biographie
Il étudie l'Économie à l'Université nationale autonome du Mexique.
De 2005 à 2006, son parti soutient la coalition pour le bien de tous, une union de partis de gauche mexicains.
Le 29 mars 2009, la Korean Central News Agency signale une déclaration de soutien du régime communiste Nord-Coréen au parti d'Alberto Anaya.